# I Told You So
Albums de Chino XL
Here to Save You All
(1996) Poison Pen
(2006)
Singles
1. Let 'Em Live
Sortie : 2001

I Told You So est le deuxième album studio de Chino XL, sorti le 21 août 2001.
L'album s'est classé 98e au Top R&B/Hip-Hop Albums.

## Liste des titres
| No  | Titre                                  | Contient un (des) sample(s) de | Durée |
| --- | -------------------------------------- | --- | ----- |
| 1.  | Rude Awakening (featuring Aziz)        | | 0:59  |
| 2.  | What You Got                           | | 4:18  |
| 3.  | History                                | | 1:38  |
| 4.  | Nunca                                  | | 4:19  |
| 5.  | That Would Be Me                       | | 1:15  |
| 6.  | Last Laugh (featuring B-Real)          | | 4:21  |
| 7.  | Let 'Em Live (featuring Kool G Rap)    | | 3:38  |
| 8.  | Water                                  | Something in the Water (Does Not Compute) de Prince | 4:19  |
| 9.  | Baby Mama                              | | 3:46  |
| 10. | Sorry (featuring Shaunta)              | I Forgot to Be Your Lover de William Bell | 0:45  |
| 11. | Chino XL                               | | 3:53  |
| 12. | Chinophone, Pt. 1                      | | 3:58  |
| 13. | You Don't Want It                      | | 1:05  |
| 14. | Beef                                   | | 3:29  |
| 15. | Chinophone, Pt. 2                      | | 0:31  |
| 16. | I Told You So                          | | 4:06  |
| 17. | Don't Say a Word                       | | 4:13  |
| 18. | Chino Fans                             | | 0:26  |
| 19. | It's My World                          | Mama Said Knock You Out de LL Cool J Hate Me Now de Nas featuring Puff Daddy The Anthem de Sway & King Tech, RZA, Eminem et Pharoahe Monch featuring Kool G Rap, Chino XL et KRS-One | 4:17  |
| 20. | Ass-In-An-Instant (featuring MaryAnne) | | 1:22  |
| 21. | Chianardo Di Caprio                    | | 5:31  |
| 22. | Skit                                   | | 1:32  |
| 23. | How It Goes (featuring Saafir)         | | 4:57  |
| 24. | Be Here                                | | 4:31  |